# Masxenski
Masxenski - Мащенский (rus) - és un khútor del krai de Krasnodar, a Rússia. És a 19 km al nord-oest de Kalíninskaia i a 77 km al nord-oest de Krasnodar.
Pertany al khútor de Gretxànaia Balka.